# Brigitte Nielsen

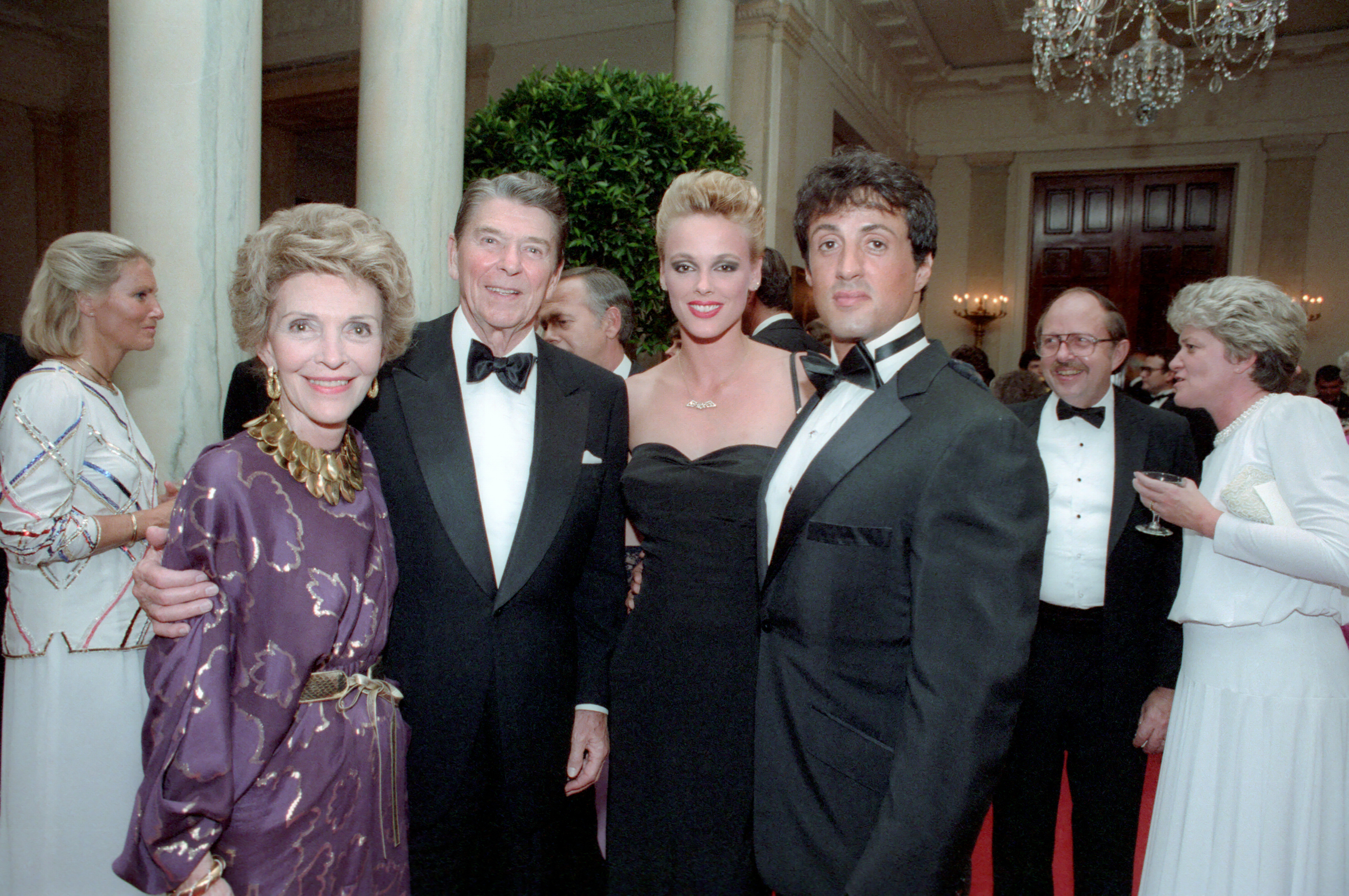
Z Sylvestrem Stallone i parą prezydencką, 1985

Brigitte Nielsen, właśc. Gitte Nielsen (ur. 15 lipca 1963 w Rødovre) – duńska aktorka, modelka, prezenterka i piosenkarka.

## Życiorys

### Wczesne lata
Przyszła na świat w Rødovre, na przedmieściach Kopenhagi jako jedyna córka bibliotekarki Hanne Nielsen i inżyniera Svenda Nielsena (zm. 1999). Wychowywała się z młodszym bratem Janem (ur. 1965).

### Kariera
Po ukończeniu szkoły średniej w wieku 16 lat pozostawiła rodzinę i wyjechała do Włoch, by rozpocząć karierę modelki dla renomowanej agencji Elite Models. Pracowała tam między innymi z takimi projektantami mody jak Giorgiem Armanim, Gianni Versace i Gianfranco Ferré. Była ozdobą światowych wybiegów w Rzymie, Mediolanie, Nowym Jorku, Paryżu i Berlinie. Na początku lat 80. pracowała z takimi fotografami jako Greg Gorman i Helmut Newton. Wielokrotnie jej zdjęcia znalazły się w magazynie „Playboy” (w sierpniu 1986, w edycji australijskiej we wrześniu 1986, w edycji francuskiej w październiku 1986, w grudniu 1987, w edycji australijskiej w styczniu 1988), „Penthouse” (we francuskiej edycji w październiku 1994), a w „Marvel Comics” pozowała do zdjęć ubrana jak komiksowy charakter She-Hulk.
Na jej zdjęcia trafił włoski producent filmowy Dino de Laurentiis, szukający partnerki dla Arnolda Schwarzeneggera do baśni kostiumowej Czerwona Sonja (Red Sonja, 1984), gdzie zadebiutowała jako tytułowa bohaterka kobieta-wojownik. Jednak krytycy nie byli zachwyceni jej talentem aktorskim, przyznając Złotą Malinę dla najgorszej gwiazdy i nominację dla najgorszej aktorki. Była brana pod uwagę do roli Pani Jane Porter w filmie przygodowym Hugh Hudsona Greystoke: Legenda Tarzana, władcy małp (Greystoke: The Legend of Tarzan, Lord of the Apes, 1984), którą w rezultacie zagrała Andie MacDowell.
W 1985 wyszła za mąż za Sylvestra Stallone’a. Nielsen i Stallone byli razem na okładce „Muscle & Fitness” (w październiku 1985) i „Vanity Fair” (w brytyjskiej edycji w listopadzie 1985). Stallone zaangażował ją do roli Ludmiły Vobet Drago, żony sowieckiego boksera (Dolph Lundgren) w swoim filmie Rocky IV (1985). Lecz i ta kinowa postać była nominowana do Złotej Maliny w dwóch kategoriach: najgorsza nowa gwiazda i najgorsza aktorka drugoplanowa. U boku swojego męża wystąpiła ponownie w roli prześladowanej przez okrutnego seryjnego mordercę modelki Ingrid w kryminalnym filmie akcji Kobra (Cobra, 1986) i po raz kolejny otrzymała nominację do Złotej Maliny w kategorii „Najgorsza aktorka roku”. W 1987 odbył się głośny rozwód państwa Stallone. Jako Karla Fry, posągowa wspólniczka handlarza bronią, znalazła się w obsadzie komedii sensacyjnej Gliniarz z Beverly Hills II (Beverly Hills Cop II, 1987) z Eddiem Murphym.
W okolicach Bożego Narodzenia 1987 menadżer Nielsen skontaktował się z muzykiem Dieterem Bohlenem (Blue System, Modern Talking), któremu zaoferowano ok. 600 tys. dolarów za realizację nagrań w studiu Spiama w Los Angeles. Po nagraniu kilku taśm demo z Brigitte Nielsen, Dieter wrócił do Niemiec i poprawił demówki. Projekt upadł, ponieważ prawnicy Nielsen zdecydowali, że Bohlen może napisać dla niej tylko trzy piosenki. Po tej wiadomości Bohlen nie był już zainteresowany dalszą współpracą. Pod koniec 1987 Nielsen nagrała w duecie z austriackim piosenkarzem Falco singel „Body Next to Body”, którego producentem był Giorgio Moroder. Piosenka ta trafiła na jej debiutancką płytę Everybody Tells a Story. 
Za udział w drugorzędnym włoskim dramacie – Bye Bye Baby (1988) u boku Carol Alt, Luca Barbareschi i Jasona Connery otrzymała nominację do Złotej Maliny. Grając w Domino (1988) była w ciąży, którą utraciła podczas kręcenia filmu, który przerwano na dwa tygodnie, zanim wyzdrowiała. Była brana pod uwagę do roli królowej Marii Zofii Bawarskiej w komediodramacie historycznym Luigiego Magniego Król Neapolu (’O Re, 1989), którą przyjęła Ornella Muti. W 1989 New World Studios zatrudniło ją do pozowania do zdjęć promocyjnych przedstawiających postać postać z komiksów Marvel Comics – Kobiety–Hulk w celu dystrybucji jako potencjalnego filmu. I chociaż zdjęcia wzbudziły duże zainteresowanie fanów, nie wzbudziły zainteresowania sponsorów finansowych. W telewizyjnym filmie fantastycznonaukowym CBS Morderstwo w księżycowej poświacie (Murder by Moonlight, 1989) zagrała agentkę NASA z Julianem Sandsem. W dreszczowcu erotycznym Więzienie kobiet 2 (Chained Heat II, 1993) wystąpiła w roli uzależnionej od narkotyków perwersyjnej naczelniczki czeskiego więzienia o skłonnościach lesbijskich. Mimo tego była jednak absolutną gwiazdą kina światowego końca lat 80., która zgasła równie szybko, jak się pojawiała. Powodzeniem wśród widzów cieszyły się zwłaszcza jej role kobiet heroicznych, wyrachowanych i żądnych władzy, jak choćby kultowa dziś Czerwona Sonja czy Czarna Wiedźma z serii włoskich baśni telewizyjnych Fantaghiro (Fantaghirò, 1992-1996). 
Pojawiła się w teledysku do przeboju Michaela Jacksona „Liberian Girl” (1989) oraz zespołu Korn do piosenki „Make Me Bad”' (2000) jako lekarka z Udem Kierem, Tatjaną Patitz i Shannyn Sossamon. Kandydowała do roli Gayle w sensacyjnym filmie fantastycznonaukowym BattleQueen 2020 (2001), jednak propozycja trafiła do Julie Strain. Miała zagrać postać Fran w komedii sportowej Zabawy z piłką (Dodgeball: A True Underdog Story, 2004), jednak ostatecznie zaangażowano Missi Pyle. Wydała kilka singli z muzyką taneczną, w tym „No More Turn Back” (2000), „Tic Toc” (2001) i „You’re No Lady” (2002) w duecie z drag-queen RuPaul, gdzie użyła swojego prawdziwego imienia Gitta.
28 stycznia 2012 została „królową dżungli” w niemieckim reality Jestem gwiazdą... Zabierz mnie stąd! (Ich bin ein Star – Holt mich hier raus!/I’lm a Celebrity...Get Me Out of Here!), emitowanym przez telewizję RTL. W lipcu 2017 dostała się do obsady w roli superzłoczyńcy w sensacyjnym serialu Gods and Secrets, gdzie zastąpiła Marka Sallinga, który został aresztowany pod zarzutem posiadania pornografii dziecięcej.
W 2018 powróciła na kinowy ekran w dramacie sportowym Creed II jako Ludmilla Drago, ex-żona Ivana (Dolph Lundgren), matka Viktora (Florian Munteanu), która porzuciła go w okresie niemowlęcym.

## Życie prywatne
W 1982 poznała duńskiego muzyka i kompozytora Kaspera Windinga, którego poślubiła w kwietniu 1983. Mają syna Juliana (ur. 12 kwietnia 1984 w Kopenhadze). W październiku 1984 małżeństwo się rozpadło. 
W latach 1984–1985 romansowała z Arnoldem Schwarzeneggerem. Spotykała się z brytyjskim wokalistą grupy muzycznej Simply Red Mickie Hucknallem, aktorem Seanem Pennem i raperem Vanillą Ice. 15 grudnia 1985 w posiadłości Irwina Winklera w Beverly Hills poślubiła Sylvestra Stallone’a. Małżeństwo przetrwało 19 miesięcy i zakończyło się 13 lipca 1987.
W 1986 była nieoficjalnie związana z niemieckim muzykiem Dieterem Bohlenem z zespołu muzycznego Modern Talking, o czym Bohlen przyznaje w książce Nic, tylko prawda (2003). Ponadto romansowała też z reżyserem Tonym Scottem (1987) i jego sekretarką Kelly Sahnger (1987–1988). W latach 1988–1990 była w nieformalnym związku z amerykańskim futbolistą Markiem Gastineau (ur. 1956).
Od 29 września 1990 do maja 1992 tworzyła związek małżeński z Sebastianem Copelandem, kuzynem Orlanda Blooma. Od 17 grudnia 1993 do kwietnia 2005 jej kolejnym mężem był szwajcarski kierowca rajdowy Raoul Meyer Ortolani (ur. 1960), z którym ma dwóch synów: Douglasa Aarona (ur. 20 kwietnia 1993) i Raoula Ayrtona Juniora (ur. 21 maja 1995). W latach 2003–2005 jej narzeczonym był amerykański raper Public Enemy Flavor Flav (ur. 1959).
W marcu 2005 poznała włoskiego byłego modela i barmana, producenta filmowego Mattię Dessìego (ur. 1978). Para pobrała się 8 lipca 2006 na Malcie. 22 czerwca 2018 urodziła piąte dziecko, córkę Fridę.

## Filmografia
| Rok  | Tytuł                                                                      | Rola                                              | Reżyser                                              |
| ---- | -------------------------------------------------------------------------- | ------------------------------------------------- | ---------------------------------------------------- |
| 1985 | Czerwona Sonja (Red Sonja)                                                 | Czerwona Sonja                                    | Richard Fleischer                                    |
| 1985 | Rocky IV                                                                   | Ludmilla Vobet Drago                              | Sylvester Stallone                                   |
| 1986 | Kobra (Cobra)                                                              | Ingrid Knudsen                                    | George Pan Cosmatos                                  |
| 1987 | Gliniarz z Beverly Hills II (Beverly Hills Cop II)                         | Karla Fry                                         | Tony Scott                                           |
| 1988 | Bye Bye Baby                                                               | Lisa                                              | Enrico Oldoini                                       |
| 1988 | Domino                                                                     | Domino                                            | Ivana Massetti                                       |
| 1989 | Michael Jackson: „Liberian Girl” (teledysk)                                | Brigitte Nielsen                                  | James Yukich                                         |
| 1989 | Morderstwo w kosmosie (Murder by Moonlight, TV)                            | Maggie Bartok                                     | Michael Lindsay-Hogg                                 |
| 1992 | 976: Zły 2 (976-EVIL 2: The Astral Factor)                                 | Agnes                                             | Jim Wynorski                                         |
| 1992 | Fantaghiro 2 (Fantaghirò 2, TV)                                            | Czarna Wiedźma / Czarna Królowa                   | Lamberto Bava                                        |
| 1992 | Misja sprawiedliwości (Jin san jiao qun ying hui)                          | dr Rachel K. Larkin                               | Steve Barnett                                        |
| 1992 | Agent zero zero (The Double 0 Kid)                                         | Rhonda                                            | Duncan McLachlan                                     |
| 1992 | Counterstrike (serial) odc. „Bastille Day Terror”                          | Monica Steile                                     | Bruno Gantillon                                      |
| 1993 | Klątwa czarnoksiężnika (Fantaghirò 3, TV)                                  | Czarna Wiedźma / Czarna Królowa                   | Lamberto Bava                                        |
| 1993 | Więzienie kobiet 2 (Chained Heat II)                                       | Magda Kassar                                      | Paul Nicholas                                        |
| 1994 | Fantaghiro 4 (TV)                                                          | Czarna Wiedźma / Czarna Królowa                   | Lamberto Bava                                        |
| 1995 | Cichy zabójca Yakuza (Codename: Silencer)                                  | Sybil                                             | Talun Hsu                                            |
| 1995 | Compelling Evidence                                                        | Michelle Stone                                    | Donald Farmer                                        |
| 1995 | Galaxis                                                                    | Ladera                                            | William Mesa                                         |
| 1996 | Fantaghiro 5 (TV)                                                          | Czarna Wiedźma / Czarna Królowa                   | Lamberto Bava                                        |
| 1996 | Śnieżna akademia (Snowboard Academy)                                       | Mimi                                              | John Shepphird                                       |
| 1998 | Paparazzi                                                                  | Pani Gitte                                        | Alain Berbérian                                      |
| 1999 | Ona jest za wysoka (She's Too Tall)                                        | Veronica Lamar / także producentka i scenarzystka | Redge Mahaffey                                       |
| 2000 | Hostile Environment                                                        | Minna                                             | David A. Prior                                       |
| 2000 | Dzień zagłady (Doomsdayer)                                                 | Elizabeth Gast                                    | Michael J. Sarna                                     |
| 2000 | Un posto al sole (serial TV)                                               | Gitte                                             | Vincenzo Terracciano                                 |
| 2007 | Voyage: Killing Brigitte Nielsen (TV)                                      | Brigitte                                          | Alki David                                           |
| 2008 | The Hustle                                                                 | bogata kobieta                                    | Deon Taylor                                          |
| 2009 | The Fish                                                                   | wojowniczka                                       | Demetrius Navarro                                    |
| 2009 | Nite Tales: The Series (serial) odc.: „Black Widow”                        | Mona                                              | Deon Taylor                                          |
| 2010 | Big Money Rustlas                                                          | żona                                              | Paul Andresen                                        |
| 2011 | Roman barbarzyńca (Ronal the Barbarian, film animowany)                    | Królowa Amazonek (głos)                           | Kresten Vestbjerg Andersen, Thorbjorn Christoffersen |
| 2011 | SOKO Stuttgart (serial) odc.: „Stuttgart ist sexy”                         | Gina Wartenberg                                   | Claudia Römer                                        |
| 2012 | EldoradoEldorado                                                           | Angel                                             | Richard Driscoll                                     |
| 2013 | The Key (film krótkometrażowy)                                             |                                                   | Mayk Azzato                                          |
| 2014 | Mercenaries                                                                | Ulrika                                            | Christopher Ray                                      |
| 2014 | Dorastająca nadzieja (Raising Hope, serial) odc.: „Road to the Natesville” | Svetlana                                          | Rebecca Asher                                        |
| 2015 | Portlandia odc.: „Healthcare”                                              | Brigitte Nielsen                                  | Jonathan Krisel                                      |
| 2018 | Creed II                                                                   | Ludmilla Drago                                    | Steven Caple Jr.                                     |
| 2019 | The Experience                                                             | Katerina Gorshkov                                 | Ezilda                                               |
| 2022 | Strażnicy Sprawiedliwości (The Guardians of Justice, serial)               | Anubis Queen                                      | Adi Shankar                                          |

## Dyskografia

### albumy
- 1988: Every Body Tells a Story (wyd. TELDEC)[30]
- 1992: I'm the One... Nobody Else (wyd. Ricordi)[30]
- 2008: Brigitte Nielsen (reedycja I'm the One... Nobody Else i Every Body Tells a Story)[31]

### single
- 1987: „Body Next to Body” – z Falco (nr 6 w Austrii, nr 22 w Niemczech, nr 1 w Japonii)[30]
- 1987: „Every Body Tells a Story” (nr 38 we Włoszech; nr 15 w Niemczech)[30]
- 1988: „Maybe"[30]
- 1988: „Siento” (tylko Ameryka Południowa)[30]
- 1988: „It's a Strange Love"[30]
- 1990: „Rockin' Like a Radio”[30]
- 1991: „My Girl (My Guy)”[30]
- 1992: „How Could You Let Me Go?"[30]
- 1993: „Work That Body"[30]
- 2000: „No More Turning Back” (jako Gitta); realizacja Jive; (nr 1 w Hiszpanii, nr 1 Eurodance chart; nr 64 w Holandii, nr 54 w Wielkiej Brytanii)[30]
- 2000: „Everybody's Turning Back” (jako Gitta i Rozalla)[30]
- 2001: „Tic Toc” (jako Gitta; 2001; realizacja Blanco y Negro Music)[30]
- 2002: „You're No Lady” (jako Gitta z RuPaul); realizacja Do It Yourself (nr 1 w Hiszpanii)
- 2012: „Misery” (jako Gitte Nielsen z Spleen United)[30]

## Nagrody
| Rok  | Nagroda                                                                                   | Kategoria                      | Film                                  |
| ---- | ----------------------------------------------------------------------------------------- | ------------------------------ | ------------------------------------- |
| 1986 | Złota Malina                                                                              | Najgorsza nowa gwiazda         | Czerwona Sonja (1985) Rocky IV (1985) |
| 1986 | Złota Malina                                                                              | Najgorsza aktorka drugoplanowa | Rocky IV (1985)                       |
| 1987 | Brązowa statuetka Bravo Otto, przyznana przez niemiecki dwutygodnik dla młodzieży „Bravo” | Najlepsza aktorka              | –                                     |